# 안토니우 카를루스 조빙
안토니우 카를루스 조빙(브라질 포르투갈어: Antônio Carlos Jobim, 안토니우 카를로스 조빔, 1927년 1월 25일 ~ 1994년 12월 8일)은 브라질의 세계적인 작곡가, 가수, 피아니스트로 보사 노바의 전설을 만든 인물이다. 통 조빔(Tom Jobim)이란 이름으로도 유명하다.
섬세한 멜로디와 하모니로 유명한 조빙의 곡들은 브라질뿐 아니라 전 세계의 음악가들에 의해 연주되었다. 조빙이 주로 같이 작업한 가수로는 보사 노바의 또다른 창시자로 불리는 주앙 지우베르투와 엘리스 헤지나, 세르지우 멘데스, 아스트루드 지우베르투, 스탠 게츠, 프랭크 시나트라 등을 들 수 있다.
조빙의 음악적 뿌리는 1930년대 현대 브라질 음악의 시효가 되었던 전설적인 음악가 피싱기냐(Pixinguinha)의 작품에서 찾을 수 있다. 이와 더불어 조빙은 프랑스 인상주의 작곡가인 클로드 드뷔시와 재즈의 영향도 받았다.
조빙이 브라질에서 이름을 알린 것은, 시인이자 외교관인 비니시우스 지 모라이스와 1956년 연극 《Orfeu de Conceição》의 음악을 맡았을 때였다. 이 극에서 가장 유명해진 곡은 〈Se todos fossem iguais a você〉(내 삶을 밝혀줄 누구)였다. 이후 이 연극을 원작으로 프랑스 제작자인 Sacha Gordine가 영화 《흑인 오르페우》(Orfeu de Negro)를 만들 때 Gordine은 새로운 곡으로만 영화를 채우고 싶어 했고, 모라이스와 조빙에게 새로운 곡을 써주길 부탁한다. 그러나 모라이스는 제작당시 우루과이의 몬테비데오에 머물고 있었고, 둘은 전화를 통해서 단지 3개의 곡만을 만들게 된다. 이렇게 만들어진 곡이 〈A Felicidade〉, 〈Frevo〉, 〈O Nosso Amor〉이다.
이 둘의 작업은 매우 성공적이었으며, 이후에도 모라이스는 조빙의 곡 중 가장 유명한 곡들의 가사를 써 주었다. 편곡가이자 지휘자, 작곡가인 클라우스 오거만(Claus Ogerman)은 조빙의 많은 곡들을 편곡해 주었다. 조빙은 그래미상을 수상한 1963년 《게츠/질베르투》(GETZ/GILBERTO) 앨범으로 세계적으로 이름을 알리게 된다. 이 앨범인 아스트루드 질베르투가 부른 대히트곡 〈The Girl from Ipanema〉가 수록되어 있다. 이후에도 조빙은 수많은 아름다운 앨범을 작곡한다.
조빙과 그의 작품들은 전 세계의 많은 음악가들로부터 존경을 받았다. 예를 들면 미국의 재즈가수 엘라 피츠제럴드와 프랑크 시나트라는 각각 《Ella Abraça Jobim》 (1981) 와《Francis Albert Sinatra & Antonio Carlos Jobim》(1967)란 앨범에서 조빙의 곡들을 불렀다. 조빙의 앨범인 《Wave: The Antonio Carlos Jobim Songbook》(1996)은 오스카 피터슨, 허비 행콕, 칙 코리아, 투츠 틸레망 등의 연주를 수록하고 있다.
조빙은 세계적으로 20세기 음악에 가장 큰 영향을 끼친 사람 중의 한 사람으로 여겨지고 있다. 1994년 12월 8일 죽음에 이를 때까지도 그는 계속 음악을 만들었으며, 마지막 앨범인 《Antonio Brasileiro》은 사후 발매되었다.
조빙은 리우데자네이루의 상 조앙 바치스타(São João Batista) 묘지에 묻혔으며, 리우데자네이루 공항의 이름은 1999년 그를 기념하여 갈레앙-안토니우 카를루스 조빙 공항(Galeão - Antônio Carlos Jobim)으로 바꾸었다.
2016년 리우데자네이루 하계 패럴림픽 마스코트인 통은 여기서 유래된 이름이다.

## 대표적 작품
- "Chega de Saudade" (1957) 보사노바의 대표적인 곡
- "Água de Beber"
- "Desafinado" (1959), 그래미상 3개 수상
- "Samba de Uma Nota Só" (1959)
- "A Felicidade" e "O Nosso Amor", 영화 "흑인 오르페"" Orfeu Negro (1959)
- "Insensatez" (How Insensitive)(작사 Vinícius de Moraes) (1960)
- "Garota de Ipanema" (The Girl from Ipanema)(작사 Vinícius de Moraes) (1963)
- "Fotografia" (1965)
- "Triste" (1967)
- "Wave" (1967)
- "Águas de Março" (1970)
- "Luiza"
- "Corcovado"
- "Dindi"
- "Retrato em Branco e Preto" (시꾸 부아르끼 Chico Buarque와 공동작곡)
- "Samba do Avião"
- "Anos Dourados"
- "Meditação"
- "Só Tinha de Ser com Você" (1974)
- "Sabiá"
- "Eu sei que vou te amar"
- "Falando de amor"
- "Ela é carioca"
- "Bebel"
- "O Grande Amor"
- "Voce Vai Ver" (You'll See)
- "O Morro Não Tem Vez" (일명 "Favela")
- "Inútil Paisagem" (Useless Landscape)
- "Vivo Sonhando" (Dreamer)
- "Se Todos Fossem Iguais A Voce"
- "Só danço samba "
- "Amor em paz" (Once i loved)

## 앨범

### 솔로 앨범
- The Composer of Desafinado, Plays (Verve, 1963)
- Antonio Carlos Jobim (Elenco, 1964)
- The Wonderful World of Antonio Carlos Jobim (Warner, 1964)
- A Certain Mr. Jobim (Warner, 1965)
- Wave (A&M/CTI, 1967)
- Stone Flower (CTI, 1970)
- Tide (A&M/CTI, 1970)
- Matita Perê (Philips, 1973)
- Jobim (MCA, 1973)
- Urubu (Warner, 1975)
- Terra Brasilis (Warner, 1980)
- Passarim (PolyGram, 1987)
- Antonio Brasileiro (Columbia, 1994)
- Inédito (BMG, 1995)

### 참여 앨범
- O Pequeno Príncipe (Festa, 1957)
- Sinfonia do Rio de Janeiro (Continental, 1954), (Billy Blanco 공동)
- Orfeu da Conceição (Odeon, 1956)
- Canção do Amor Demais - Elizete Cardoso (Festa, 1958)
- Amor de gente moça - Silvia Telles (Odeon, 1959)
- Chega de Saudade - João Gilberto (Odeon, 1959)
- Por tôda a minha vida - Lenita Bruno (Festa, 1959)
- Brasília - Sinfonia da Alvorada (Columbia, 1960)
- O Amor, o Sorriso e a Flor - João Gilberto (Odeon, 1960)
- João Gilberto - João Gilberto (Odeon, 1961)
- Getz/Gilberto - Stan Getz, João Gilberto (Verve, 1963)
- Jazz Samba Encore! (MGM/Verve, 1963)
- Caymmi Visita Tom (Elenco, 1965) (Dorival Caymmi , Danilo Caymmi, Dori Caymmi, Nana Caymmi 공동)
- Garota de Ipanema - vários intérpretes (Philips, 1967)
- Francis Albert Sinatra & Antonio Carlos Jobim (Reprise, 1967)
- The Adventurers (Paramount, 1970)
- Sinatra & Company - Frank Sinatra e Antonio Carlos Jobim (Reprise, 1971)
- Elis & Tom (PolyGram, 1974) ( Elis Regina 공동)
- Miucha & Antonio Carlos Jobim - vol. I (RCA, 1977) ( Miúcha 공동)
- Miucha & Tom Jobim - vol. II (RCA, 1979) (Miúcha 공동)
- Edu & Tom (PolyGram, 1981) ( Edu Lobo 공동)
- Gabriela (RCA, 1983), 영화 " Gabriela, Cravo & Canela " 사운드 트랙
- O Tempo e o Vento (Som Livre, 1985)

### 미니 앨범
- Disco de bolso - O Tom de Tom Jobim e o tal de João Bosco (Zen Editora, 1972)

### 라이브 앨범
- Tom, Vinicius, Toquinho, Miucha - 리우의 Canecão 극장 라이브 (Som Livre, 1977)
- Rio Revisited - Tom Jobim & Gal Costa (Verve/Polygram, 1989)
- Tom Canta Vinícius (Universal, 2000)
- Em Minas ao Vivo: Piano e Voz (Biscoito Fino, 2004)
- Ao Vivo em Montreal (Biscoito Fino, 2007)
- Um encontro no Au bon gourmet (Doxy, 2015)

### 컴필레이션 앨범
- Antonio Carlos Jobim: Composer (Warner, 1995)
- Sinatra-Jobim Sessions (WEA, 1979)
- Meus Primeiros Passos e Compassos (Revivendo, 1997)
- Raros Compassos (Revivendo, 2000)

### 트리뷰트 앨범
- The Antonio Carlos Jobim Songbook (Verve, 1994) - Ella Fitzgerald, Oscar Peterson ,Dizzy Gillespie 와 Getz/Gilberto에 참여한 음악가들의 레코딩